# Teluk Pauh (Pangean)
Teluk Pauh is een bestuurslaag in het regentschap Kuantan Singingi van de provincie Riau, Indonesië. Teluk Pauh telt 333 inwoners (volkstelling 2010).